# Xylotrechus robusticollis
Xylotrechus robusticollis är en skalbaggsart som först beskrevs av Maurice Pic 1936.  Xylotrechus robusticollis ingår i släktet Xylotrechus och familjen långhorningar. Inga underarter finns listade i Catalogue of Life.